# 南渡广济桥
南渡广济桥是浙江省宁波市奉化区境内一处古代廊桥，位于江口街道南渡村西北角，奉化江支流县江上。桥梁始建于宋代，现存桥墩为元代所立，明清两代多次重修。广济桥为浙江省境内仅存的元代廊屋式桥梁，2019年被列入全国重点文物保护单位。

## 历史
广济桥所在的南渡自唐代始即为官道驿站所在地，因需依赖渡船往来县江两岸得名。根据《宝庆四明志》记载，北宋建隆二年（961年），僧师悟在江上建造土桥，后县人余覃使用木结构重建桥梁。皇祐三年（1051年），奉化县令王泌重建桥梁，规模有所扩大。绍圣四年（1097年），主薄李肃重修桥梁。南宋绍熙三年（1192年），县人汪汲再次重建桥梁。此次重建，桥墩开始改用石柱墩，上铺桥板，桥上建廊屋，形制与当下相近。
元至元二十三年（1286年），奉化县主薄卢震重建桥梁，由善士沈森出资，雇佣鄞县小溪（今海曙区鄞江镇）石匠许诚施工。明清两代，广济桥又经历多次重修，但均局限在桥屋，而桥墩一直为元代原物。

## 形制
广济桥为木石结构廊桥，桥墩石制，桥面和廊屋为木制。桥梁有四孔，中部略高。桥长51.68米，宽6.6米。与其他桥梁常见的实砌桥墩不同，广济桥的4座桥墩分别由6根条石形成梯形插入江底，上下另有条石通过榫卯结构将6根条石固定。这一结构减少了桥墩迎水的面积，也降低了漂浮物与桥墩撞击的几率。第三墩石柱上有“至元廿三年岁在丙戍四月廿九日乙丑甲时重建”及“鄞县小溪石匠许诚”字样，标明桥梁修建的年代及建造者。桥墩上方搭建木梁，上铺木板构成桥面。桥面上建有22楹廊屋，为抬梁式结构，阔五间。中间宽3.3米，左右廊宽1.8米。桥梁两端有茶亭、碑亭等建筑，碑亭中有建桥碑记、禁约碑、舍茶碑等五通石碑。

## 保护
广济桥在20世纪80年代初曾因无人管理，桥墩、地伏断裂，桥屋构件糟朽。为保护古桥，1982年6月，广济桥被列入奉化县文物保护单位，同年进行了简单的修缮。1986年，由浙江省文物局拨款对广济桥实施落架大修，替换、加固了损坏的桥柱、地伏及桥屋构件，重建桥廊，同时整修了河埠。1989年12月，广济桥被列入第三批浙江省文物保护单位，2019年被列入第八批全国重点文物保护单位。1993、1994年，广济桥先后两次被过往船只撞坏桥墩，1999年12月完成维修。此后桥梁由专人管理，禁止机动车辆上桥，并在桥墩设置警示标志。

## 相关作品
南宋诗人张良臣曾在广济桥写下《南渡晓行》： “七点五点星斗落，一声二声钟磐清。路入小桥和梦过，野花深处草虫鸣。”明弘治元年（1488年），朝鲜官员崔溥落难台州，北上归国时曾经过广济桥。在其撰写的《漂海录》中，记载了当时台州至宁波驿道沿途的情形，其中记述广济桥“桥跨大川，桥上架屋，桥长可二十余步”。

## 图片

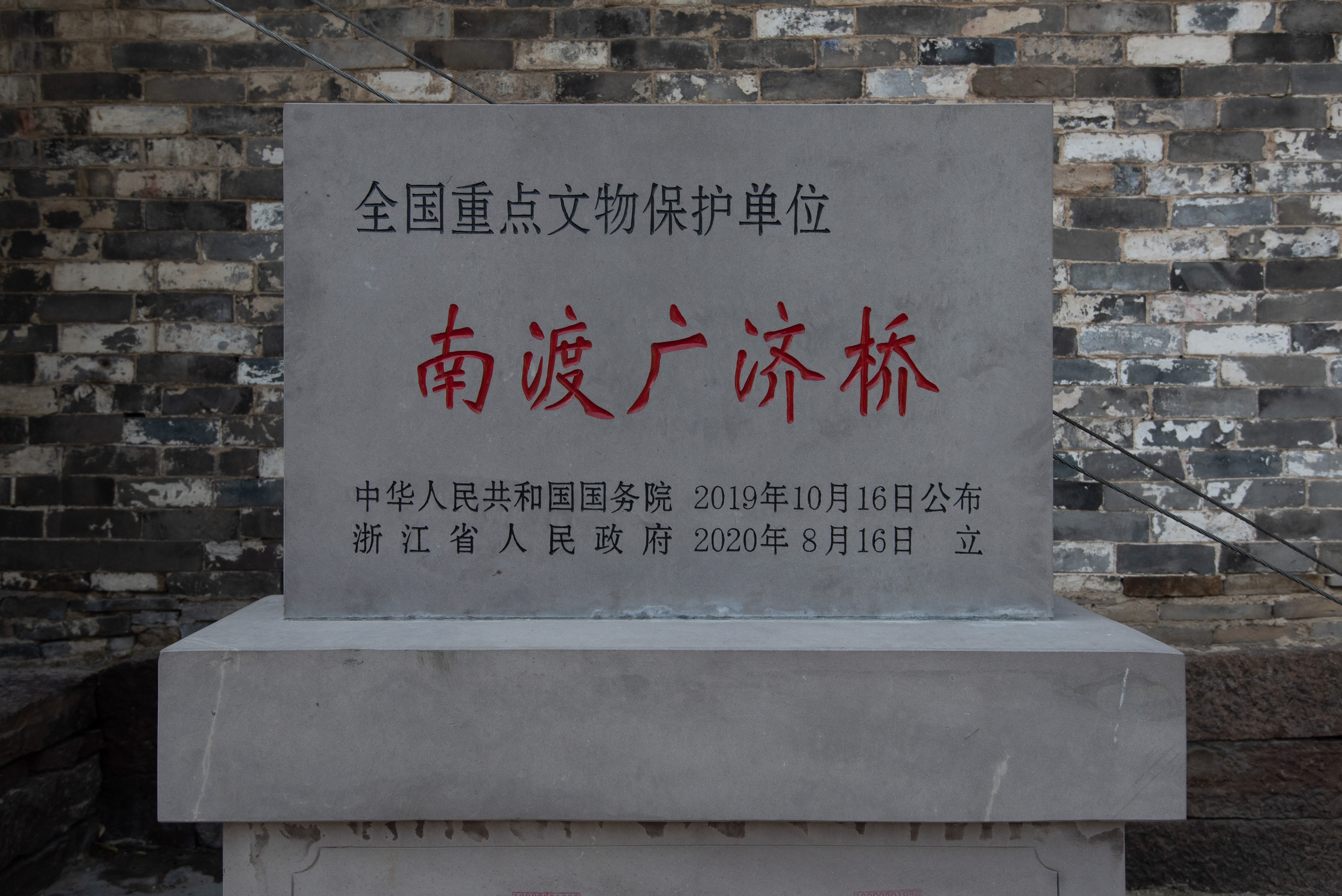
全国重点文物保护碑
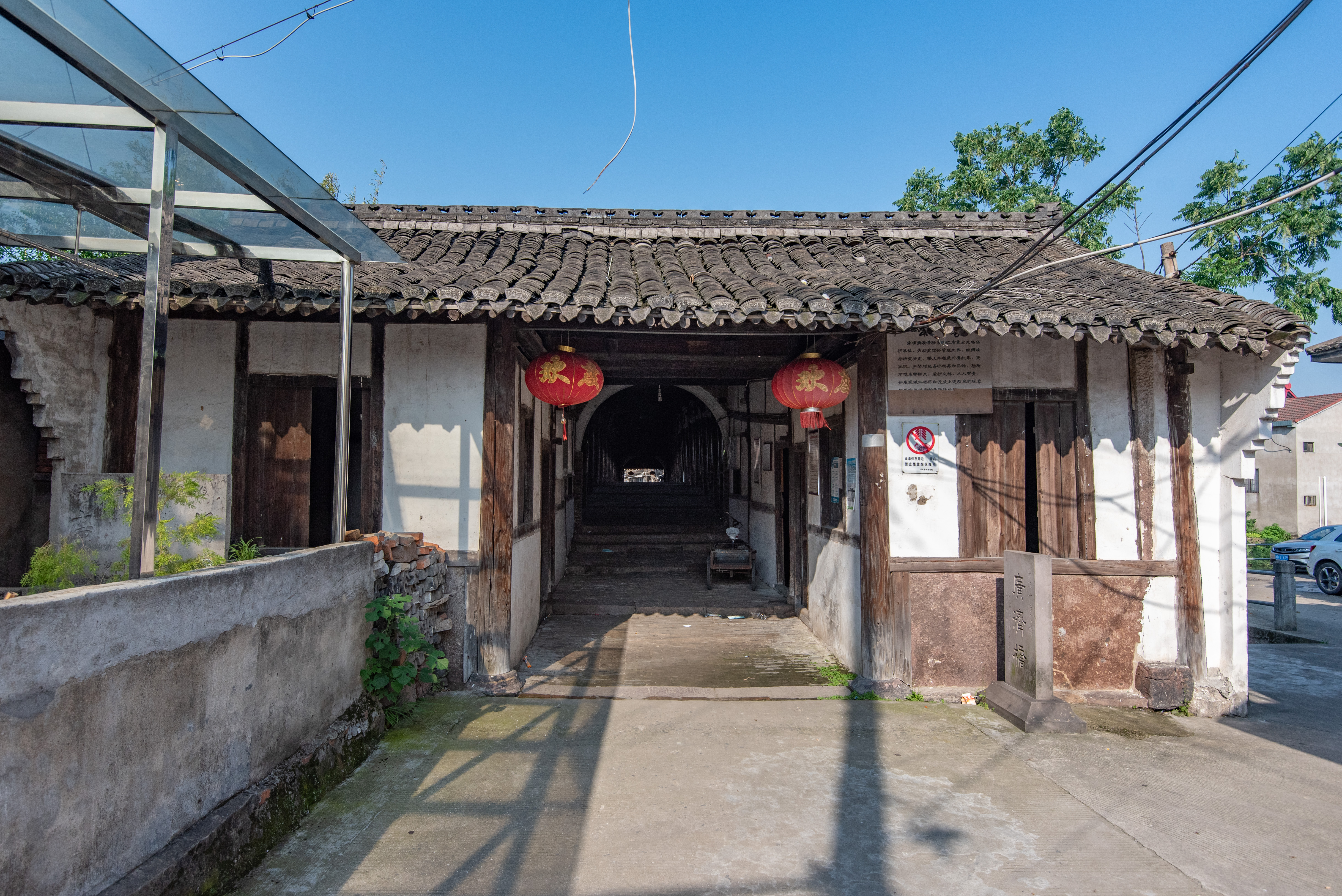
西侧桥亭
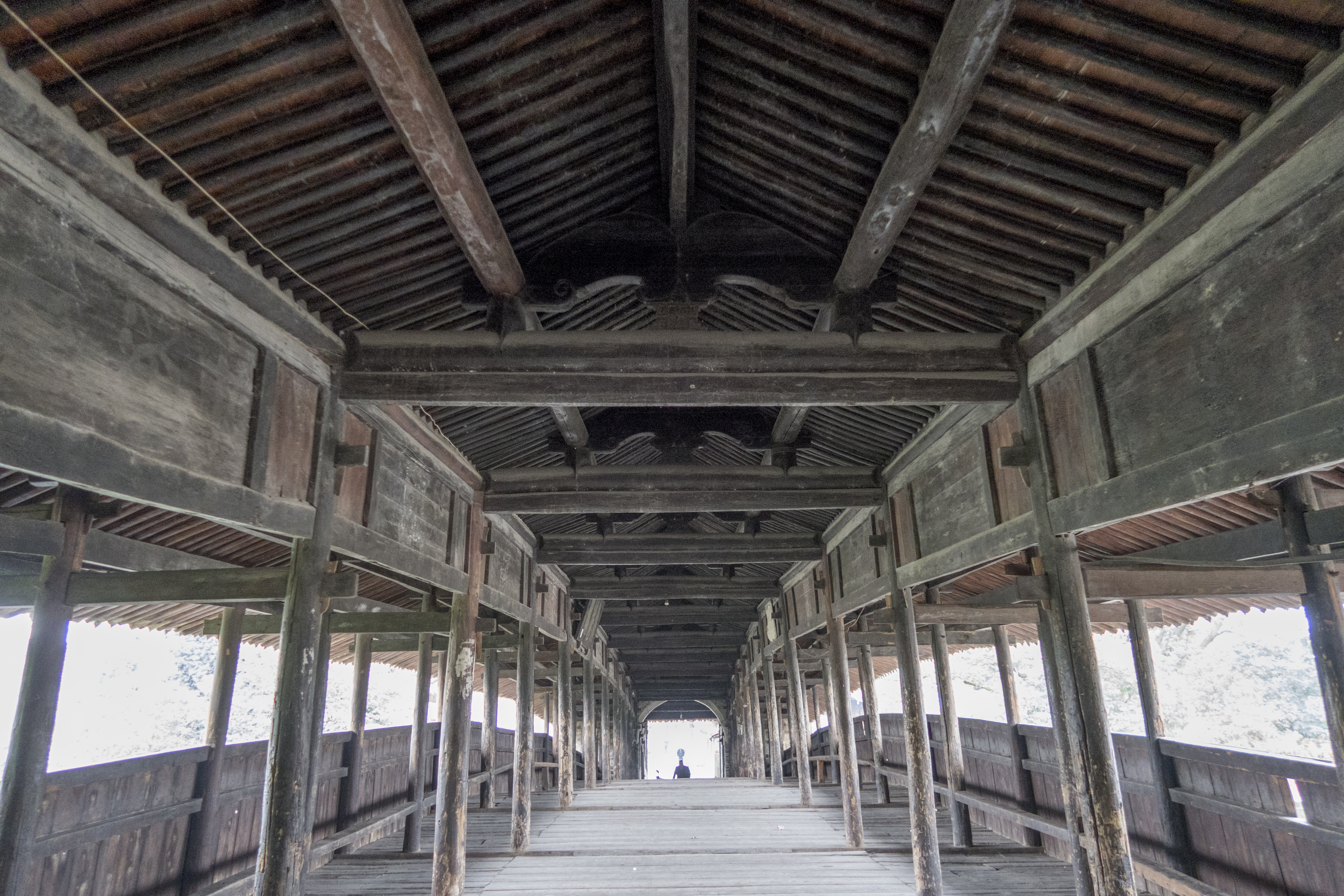
中间梁架
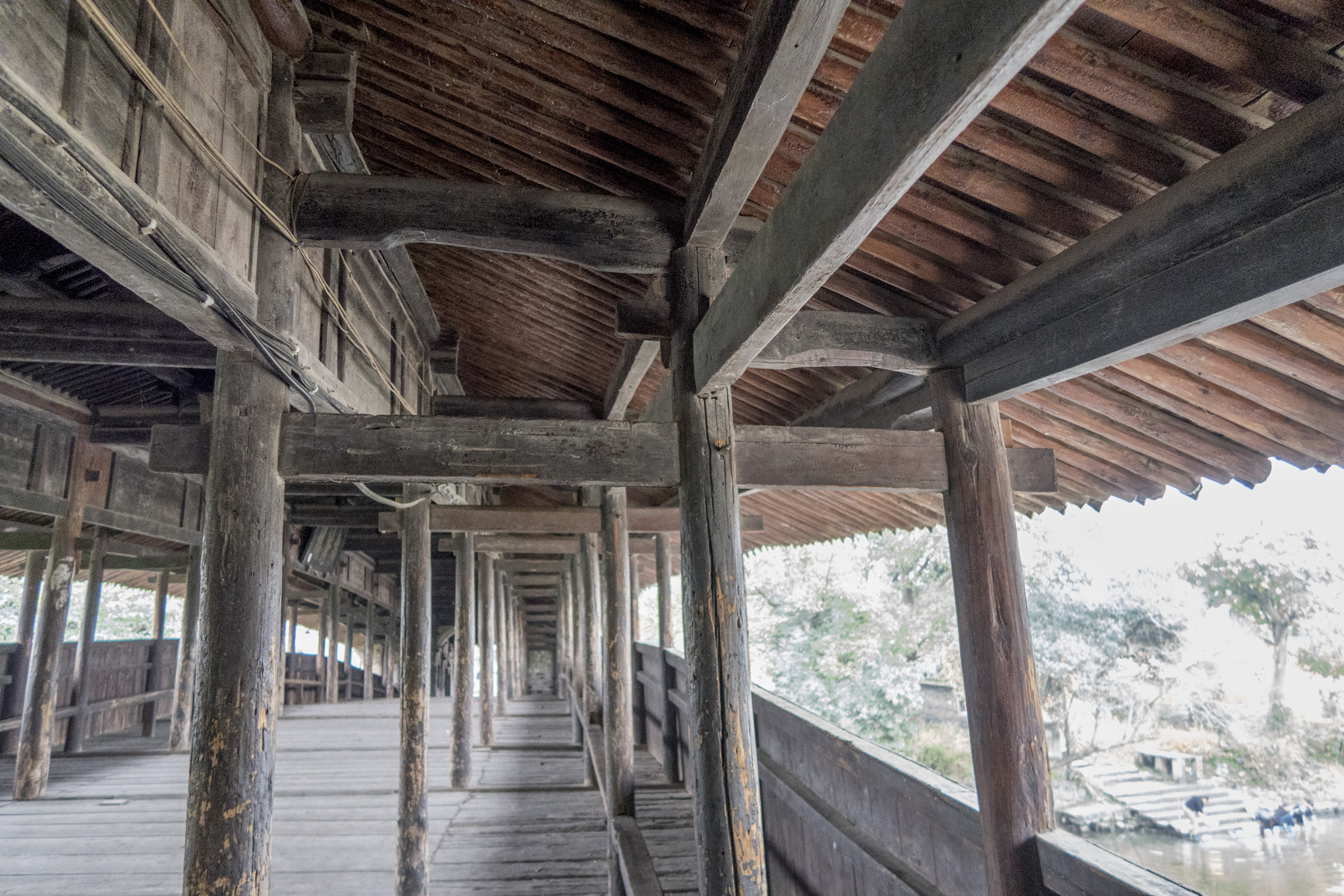
两廊梁架
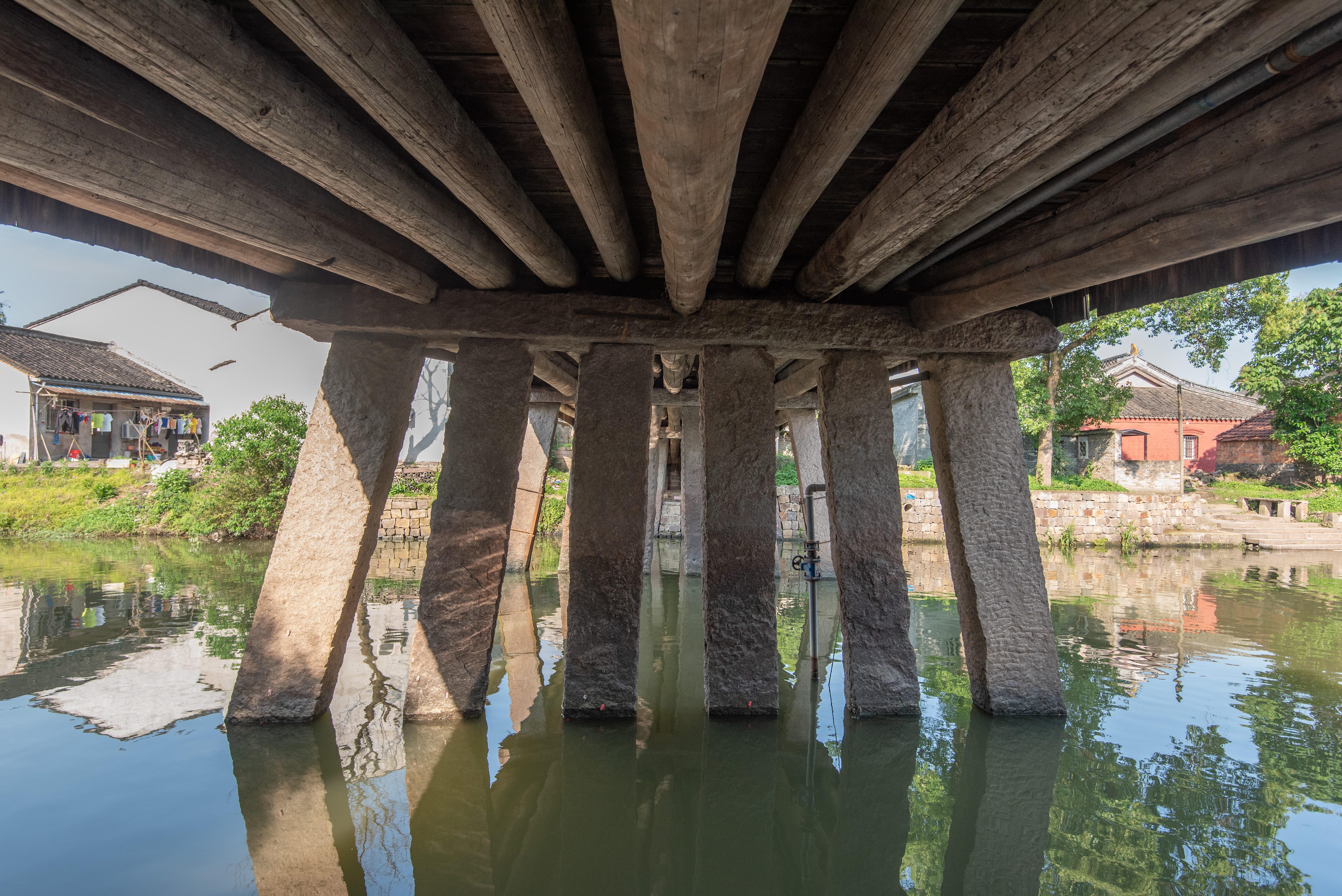
桥墩